# NGC 5707-1
NGC 5707-1 (другие обозначения — UGC 9428, MCG 9-24-23, ZWG 273.15, PGC 52266) — галактика в созвездии Волопас.
Этот объект входит в число перечисленных в оригинальной редакции «Нового общего каталога».